# Haukaure
Haukaure är en sjö i Jokkmokks kommun i Lappland och ingår i Luleälvens huvudavrinningsområde. Sjön har en area på 0,342 kvadratkilometer och ligger 321 meter över havet.
Namnet är samiskt och kan på svenska översättas med Gäddsjön.

## Delavrinningsområde
Haukaure ingår i det delavrinningsområde (742301-159247) som SMHI kallar för Utloppet av Saggat. Medelhöjden är 442 meter över havet och ytan är 148,4 kvadratkilometer. Räknas de 92 avrinningsområdena uppströms in blir den ackumulerade arean 1 716,3 kvadratkilometer. Lilla Luleälven (Tarraätno) som avvattnar avrinningsområdet har biflödesordning 2, vilket innebär att vattnet flödar genom totalt 2 vattendrag innan det når havet efter 272 kilometer. Avrinningsområdet består mestadels av skog (71 procent). Avrinningsområdet har 34,67 kvadratkilometer vattenytor vilket ger det en sjöprocent på 23,3 procent.